# 東京美術学校 (旧制)
東京美術学校（とうきょうびじゅつがっこう）は、1887年（明治20年）に東京府に設立された官立（唯一）の美術専門学校である。略称は「美校」。東京芸術大学美術学部・大学院美術研究科の前身となった。

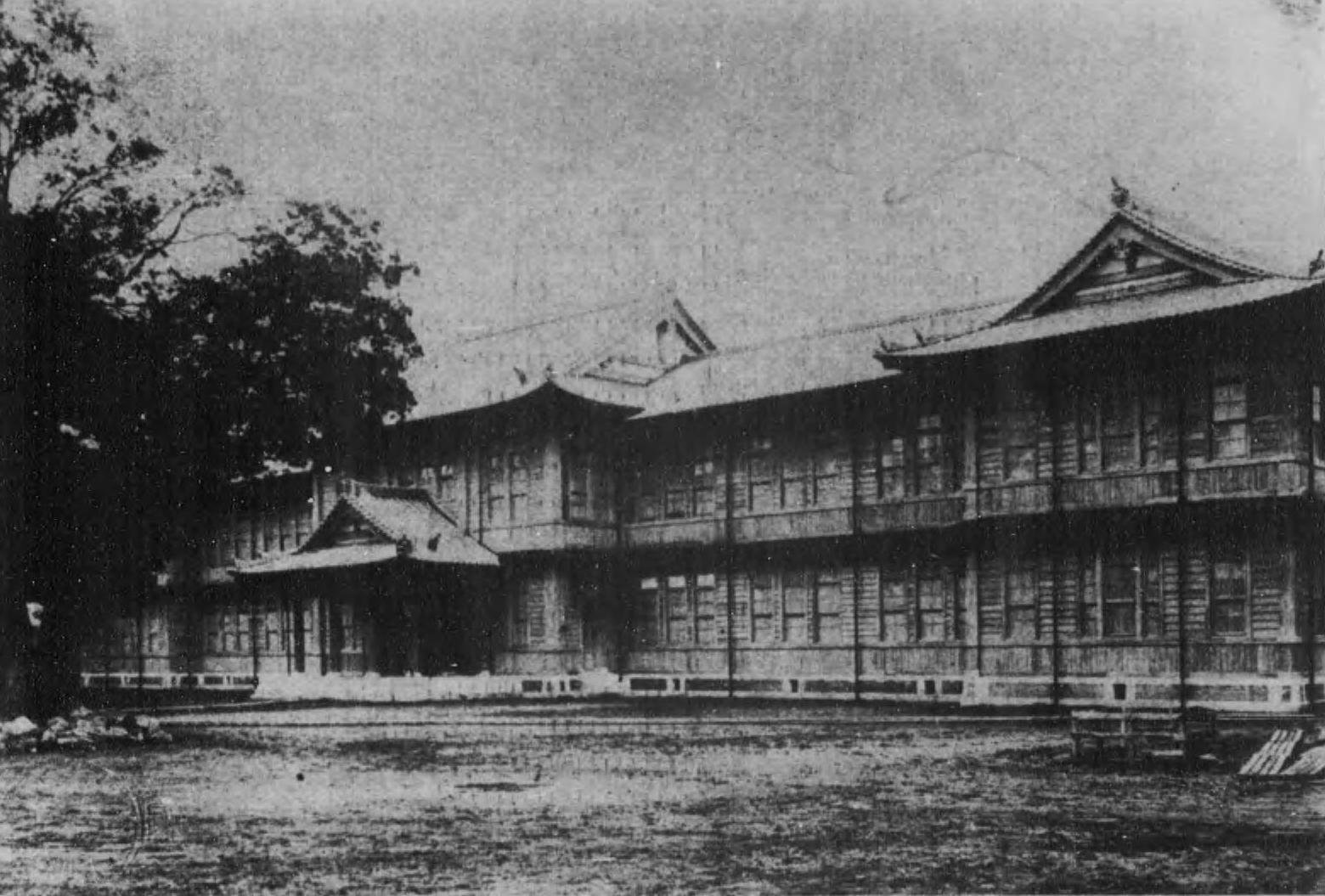
東京美術学校（1913年）

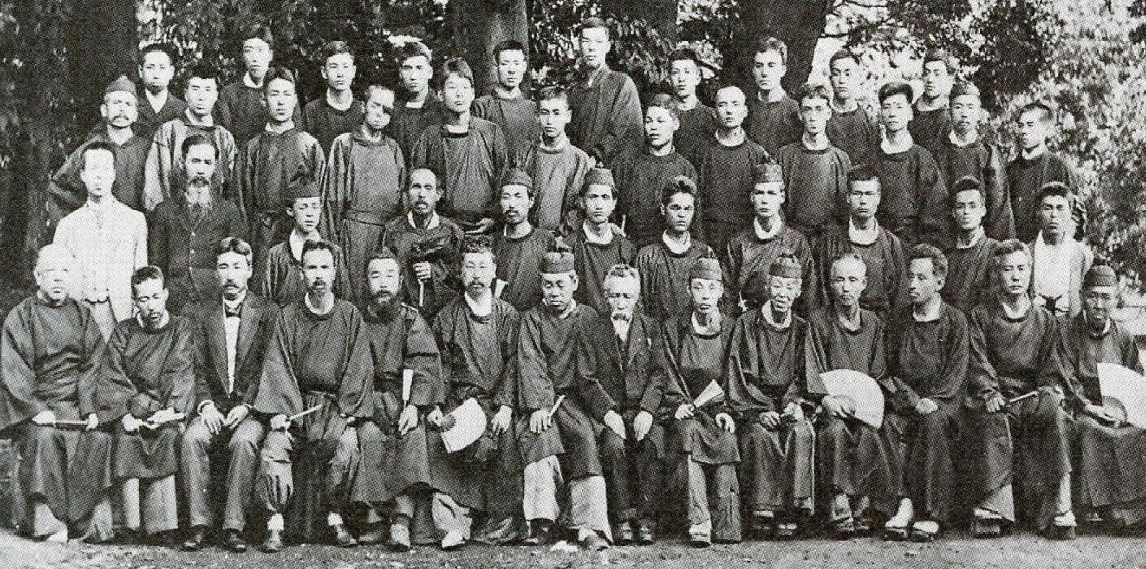
東京美術学校記念写真。最前列左から6人目に岡倉校長。日本美術の源は奈良にあるという岡倉の考えから、講師も学生も天平時代の官服のような制服を着用した（のちに廃止）

| 東京美術学校 | 東京美術学校                           |
| ------------ | -------------------------------------- |
| 創立         | 1887年                                 |
| 所在地       | 東京市下谷区上野公園地                 |
| 初代校長     | 濱尾新（校長代理）                     |
| 廃止         | 1952年                                 |
| 後身校       | 東京芸術大学美術学部・大学院美術研究科 |

## 概要
日本初の美術教員・美術家養成のための機関であり、当初は文人画を除く伝統的日本美術の保護を目的としたが、その後西洋画・図案・彫塑など西洋美術の教育も行うようになった。修業年限5年のうち最初の2年を「普通科」、後の3年を「専修科」とした。第二次世界大戦後、新制東京芸術大学に包括され同大学美術学部・大学院美術研究科となった。
戦前期の官立高等教育機関は原則男子のみ受け入れており東京美術学校は男子校であったのに対し、東京芸術大学音楽学部・大学院音楽研究科の前身東京音楽学校は男女共学で女子の方が入学者数が多かった。また、東京音楽学校は、東京美術学校と比べるとかなりの小規模校であり、現在の東京芸術大学上野音楽学部キャンパスの、美術学部と接する部分約半分強は、当時東京美術学校の敷地であった。また、東京美術学校が、伝統的日本美術の保護が学校のルーツであったのに対し、東京音楽学校のルーツは西洋音楽の輸入であった。

## 沿革
1886年（明治19年）から翌1887年にかけて文部省図画取調掛委員として岡倉覚三（天心）およびフェノロサは欧米調査旅行を行った。この旅行は美術教育全般に関わる調査を目的としたものであった（当該項目参照）が、美術学校の組織管理および学科教授法も含まれており、2人の報告に基き1887年10月、勅令により図画取調掛および工部大学校内「工部美術部」を統合・改編して東京美術学校が設立され、修業年限2年で基礎実技と学科を担当する「普通科」、3年で専門科目を担当する「専修科」を設置した。取調掛委員長の濱尾新は事務取扱にとどまり、1889年2月の開校後、1890年に就任した岡倉覚三が事実上の初代校長であった。副校長はフェノロサが務めた。開校時の他のスタッフは岡倉を幹事、フェノロサを「雇」（外国人教師）としたほか、教官は黒川真頼・橋本雅邦（「教諭」）・小島憲之（嘱託）であり、のち川端玉章・巨勢小石・加納夏雄・高村光雲らを加えた。教官となったのはほとんどが日本画家などの伝統的美術家であり（狩野芳崖も教授就任が打診されていたが開校直前に死去したため実現せず）、（文人画を除く）伝統美術の振興をめざす岡倉・フェノロサの理念が具体化された形になった。1893年には第1回卒業式を挙行し、横山大観らの卒業生を送り出した。
しかし時代の変化とともに伝統美術に限定されない、より幅広い教育内容が求められるようになったため、1896年西洋画科・図案科が新設された。前者には黒田清輝・藤島武二・和田英作・岡田三郎助、後者に福地復一・横山大観・本多天城らが教官として就任、以後、洋画興隆の基礎が形成された。同じ頃、岡倉校長の専権的な学校運営に対する批判が起こるようになり、1898年「美術学校騒動」として表面化、岡倉を始めとして橋本・横山・下村観山・菱田春草ら多数の教官が退任し日本美術院を結成した。
岡倉退任後、1901年より1932年（昭和7年）までの長期間にわたり校長として在任した正木直彦のもとで校制改革（1905年）が行われ、これ以降はほぼ制度・組織は安定した（退任後の1935年彼の功績を称え「正木記念館」が設置されている）。また正木校長時代の1929年には、美術学校が蒐集した美術品を展示するための「陳列館」（現東京芸術大学大学美術館旧館）が建設された。1932年正木が退任したのち校長に就任したのは、初めて学内から選出（これ以前の校長は岡倉も含めすべて文部官僚であった）された西洋画科教授の和田英作であり、同時に作家（芸術家）校長の趨りとなった。
第二次世界大戦後の学制改革により新制東京芸術大学が発足すると、東京美術学校は東京音楽学校とともに包括されて同大学の美術学部の前身となり、1952年最後の卒業式ののち廃校となった。

### 年表
- 1887年10月5日 - 図画取調掛を東京美術学校と改称し設立。
- 1889年2月 - 開校。日本画・木彫・彫金・漆工の4科を設置。
- 1896年 - 西洋画・図案の2科を新設。
- 1899年 - 塑造科を設置。
- 1902年 - 図案科に岡田信一郎、大澤三之助、古宇田実らを招聘して建築教室を設置。
- 1905年 - 学科を再編成し日本画・西洋画・図案・彫刻・金工・鋳造・漆工の7科とする。
- 1907年 - 東京美術学校図画師範科規程（文部省令第18号）制定により、図画師範科設置。
- 1914年9月 - 東京美術学校規程（文部省令第28号）制定。図案科が第一部（工芸図按）と第二部（建築装飾）に分離。
- 1915年 - 臨時写真科設置。
- 1923年5月 - 東京美術学校規程（文部省令第25号）改定。図案科から第二部を建築科として分離・設置。
- 1926年 - 写真科を東京高等工芸学校に移管し廃止。
- 1942年 - 図画師範科を師範科に改称。
- 1949年5月 -  国立学校設置法公布により、新制東京芸術大学に包括される。
- 1952年3月31日 - 国立学校設置法一部改正により廃止。

## 学科
- 日本画科
- 西洋画科
- 図案科
- 木彫科（→彫刻科）
- 彫金科（→彫刻科）
- 彫刻科
- 金工科
- 鋳造科
- 漆工科
- 建築科
- 写真科（→東京高等工芸学校写真部→千葉大学工芸学部）
- 図画師範科（→師範科）

## 歴代校長
- 岡倉覚三（兼任、1890年10月7日 - 1898年3月29日）
1887年10月4日 - 1890年6月27日：浜尾新が校長事務取扱。
1890年6月27日 - 10月7日：校長心得
- 高嶺秀夫（兼任、1898年3月29日 - 12月22日）
- 久保田鼎（1900年1月18日 - 1901年8月9日）
1898年12月22日 - 1900年1月18日：校長心得
- 正木直彦（1901年8月9日 - 1932年3月31日）
1932年3月31日 - 5月30日：赤間信義が校長事務取扱。
- 和田英作（1932年5月30日 - 1936年6月22日）
1936年6月22日 - 9月2日：岡田三郎助が校長事務取扱。
- 芝田徹心（1936年9月2日 - 1940年5月29日）
- 沢田源一（1940年5月29日 - 1944年5月20日）
1944年5月20日 - 6月1日：永井浩が校長事務取扱。
- 上野直昭（1944年6月1日 - 1949年7月）

## 校地の変遷と継承
設立時の校地は東京府下谷区（現・東京都台東区）の上野恩賜公園内に設置され、これが新制大学への移行を経て現在の東京芸術大学美術学部の校地（上野キャンパス）にそのまま継承されている。なお東京音楽学校は戦前は小規模校であり、上野キャンパス音楽学部敷地のうち、美術学部に接する部分半分強は東京美術学校の敷地であり、戦後音楽学部の敷地となった。

## 関連文献
- 宮川寅雄「東京美術学校」『日本近現代史辞典』東洋経済新報社、1979年
- 中野善達「東京美術学校」『洋学史事典』雄松堂出版、1984年
- 山本正男「東京美術学校」『国史大辞典』第10巻、吉川弘文館、1989年
- 大熊敏之「東京美術学校」『日本歴史大事典』第3巻、小学館、2001年